# Роналд Рос
Роналд Рос (енгл. Ronald Ross; Алмора, Британска Индија, 13. мај 1857 — Лондон, Уједињено Краљевство, 19. април 1932), је био енглески лекар, ентомолог, заслужан за утврђивање везе између комараца и маларије. Добитник је Нобелове награде за физиологију или медицину 1902, за његов допринос у проучавању маларије и откриће да маларија спада у групу преносивих болести (чијег узрочника (Plasmodium falciparum), преноси комарац из рода Анофелес. Ово Росово откриће поставило је темеље за борбу против ове болести која је однела безброј живота.

## Живот и каријера
Рођен je 13. маја 1857. у Алмору (енгл. Almora) на обронцима Хималаја у Британској Индији, само три дана после избијања побуне Индијаца. Његов отац Кемел Рос био је аутентичног изгледа војника војске краљице Викторије, свирепог лица уоквиреног ратоборним брковима, који је на крају каријере постао генерал у индијској војсци. Росов деда, потпуковник Хју Рос, такође је био жестоки борац за индијске границе.
Рос је живео и школовао се у Британској Индији до своје осме године, када је послат на дање школовање у интернат школе у Саутхемптону, Енглеска. На почетку школовања као јако маштовит дечак, Рос је се нарочито интересовао за књижевност, сликање и компоновање музике.
Када је завршио основно школовање отац је захтевао да Рос упише студије медицине и поред његовог личног незадовољства о чему је касније Рос написао;

..."Ја сам желео да будем уметник, али мој отац је био против тога.... и желео је да завршим медицинску струку, јер је индијска лекарска служба, тада била добро плаћен и имала је много добрих постављења...."
Рос се сложио са овим очевим предлогом, јер није имао другог избора, и 1874. је постао студент медицине у Ст Бартоломејевој болници у Лондону (енгл. St Bartholomew's Hospital in London). У почетку незаинтересован за студије медицине Рос је неодговорно и површно студирао губећи време у писању драма, цртању и компоновању музике. У 1879, након што није положио испит, отац му је запретио и обуставити даље плаћање његовог школовање и Рос је морао да прихвати посао бродског хирурга на једрењаку који је пловио између Лондона и Њујорка.
У 1881. Рос је успео да положи испит у Краљевском колеџу хирурга (енгл. Royal College of Surgeons) - после само 3 дана учења, што му је омогућило да започне праксу као хирург, коју је обављао све док није положио испит у Апотекарском друштву (енгл. Society of Apothecaries).
Завршетак медицинског школовања омогућио је Росу да 1881. даљи рад у струци настави у британско-индијској армији у Бангалору. У војсци је провео једанаест година пружајући медицинске услуге војницима и становништву Индије уз истовремено бављење научноистраживачким радом у области преноса и контроле маларије.
Између 1881. и 1894. Рос је као лекар радио и путовао по целој Индији. За то време написао је и објавио неколико авантуристичких прича која су код читалаца постале веома популарне. Више пута је путовао у Енглеску где је 1889. учествовао на курсу из бактериологије, на коме је савладао примену микроскопа. Док је боравио у Енглеској Рос је упознао и оженио супругу Рос.
Године 1899, незадовољан односом претпостављених старешина према његовим истраживањима Рос је одлучио да напусти војску и врати се у Енглеску. Чувени паразитолог др Патрик Менсон му је помогао и обезбедивши му место предавача у Ливерпулској школи за тропску медицину. У овој школи Рос је постао њихов први предавач о тропским болестима. У време рада у Ливерпулској школи тропске медицине од 1899. до 1912, Росу је додељена Нобелова награда за медицину.
Међутим 1912, Рос је био толико разочаран својим примањима и условима рада да је био принуђен да напусти Ливерпул и пресели се у Лондон, где је радио као лекар за тропски болести, како побољшао своју материјалну ситуацију. Године 1923, Рос је именован за директора краљевског института и болнице за тропске болести у Лондону. У 1926 имао је прилику и част да доживи оснивање института који је носио његово име, »Росов институт и болница за тропске болести у Путнеју (Лондон)« и постане његов први директор..
Рос је умро 16. септембра 1932. у Институту Рос, након дуге болести. Сахрањен је поред његове супруге на Путнејском гробљу (енгл. Putney Vale Cemetary), у јужном делу Лондона.

## Дело
Још као дечак Рос је у тадашњој Индији, уочио да много људи болује и умире од маларије и других тропских болести. У то време у Индији је и до милион људи боловало и умирало сваке године. Маларија је поред Индије погађала и преко стотину тропских земаља, угрожавајући животе око 40% људске популације. И Росово отац је једно време боловао од маларије, али се срећом опоравио. У Росово време маларије је била позната и као "Краљица болести“. Очева болест и бројна посматрања на хиљаде оболелих војника и становника Индије подстакла су га да касније своја медицинска истраживања започне изучавањем маларије и других тропских болести.
Још много раније, када је био студент медицине у Лондону, Рос је уочио у једне жене, која је живеле у околини мочваре у Есексу симптоме сличне маларији. Она се жалила на главобоље, болове у мишићима и наизменично смењивање осећаја топлоте и хладноће. Рос је посумњао да болује од маларије, што је за многе лекаре у Енглеској било необично јер су од маларије тада боловали само становници у топлим тропским земљама као што су Јужна Америка и Индија. Његова детаљна дијагностика, уплашила је болесницу и она се никада није вратила на преглед и лечење. Тако Рос није био у стању да потврди ову своју дијагнозу. Искуство из Енглеске, заједно са претходним које је стекао у Индији изазвало је код Роса интересовање за проучавање маларије.
Када се Рос вратио у Индију у оквиру британско-индијске санитетске службе послат је у Мадрас, где је највише времена проводи на лечењу војника оболелих од маларије. Лечење кинином (који се тада примењивао), било је прилично успешно, али многи оболели од маларије су умрли због тога што нису успели да добију ову терапију.
У то време веровало се да маларију изазва удисање лошег ваздуха у топлим, мочварним земљама. Зато и име болести маларија („malearia“), потиче од италијанских речи (итал. male што значи „лош, лоше" и итал. aria, што значи „ваздух"). Међутим, Рос је изразио сумњу да лош ваздух узрокује маларију, и да узроке њеног настанка и преношења треба тражити у другим чиниоцима.
У 1883, Рос је постављен на место вршиоца дужности Гарнизонског хирурга у Банглалору. Око бунгалова у коме је Рос био смештен уочио је велики броја комараца који су стално зујали по његовој соби. Он је такође приметио веће присуство комараца у његовом бунгалову него у другим и да је нарочито велики рој око воде у његовој кади (бурету) испред прозора. Када је Рос погледао у каду видео је много грубих партикула које је идентификовао као ларве комараца, за чији је узгој била потребна вода. Рос је испразнио воду и установио да се број комараца смањио. То га је навело на размишљање да постоји могућност да се уклањањем (исушивањем) места где се узгајају комарци они можда могу потпуно елиминисати.
Ова сазнања навела су Роса да почне да, формулише теорије о маларији. У почетном „незнању“ о постојању паразита, он је поставио хипотезу да маларију изазивају „невиђено, мали, али убиствени милиони узрочника“ који можда леже унутар црева, као вероватно неки облик тровања. Али је 1892. коначно сазнао за открића Алфонса Лаверана, након читања његових радова који су били објављени у Индијском медицинском часопису у којима он описује паразите. Подстакнут овим сазнањима Рос је провео сате вирећи кроз микроскоп у брисове крви, али није могао да види малу полумесечасту промену коју је описао Алфонс Лаверан. Огорчен, он је посумњао у исправност Лаверанових запажања и чак се и питао да нису Французи можда фалсификовали Лаверанове податке. Росова немогућност да потврди Лаверанов рад, вероватно је била последица (коју су делили и многи други истраживачи), највероватније лоше микроскопске опреме, технике микроскопирања или неадекватних илустрација паразита у оригиналним Лавереновим чланцима.
Од 1894. до 95 Рос је провео дужи одмор у Енглеској у току кога је о својим размишљањима разговарао са др Патриком Менсоном специјалистом за тропске болести.
Они су тада разговарали и о раду Лаверана, француског лекар који је у то време открио паразит плазмодијум у крви људи из северне Африке који су боловали од маларије. О тим сусретима са Менсоном Рос је касније писао;

...„Он ми је показао Лаверанова телашца (нап.плазмодијуме) која су технички називана „полумесеца“ у узорку из крви маларичара и ја сам одмах препознао да таква телашца не постоје у „здравој крви“. Моје сумње су сада уклоњене...“
Како је др Менсон 1887. открио да комарци преносе филаријазу он је своје размишљање да можда комарци преносе и маларију, али ту своју хипотезу није могао да докаже у Лондону који није био ендемично подручје за маларију и предложио је Росу да он то учини у Индији. Др Менсон је Росу дао значајну стручну и другу помоћ у његовом проучавању капљица крви под микроскопом, из тела морнара који су у Енглеску допутовали из Африке. Налази у крви су показали присуство плазмодијума у црвеним крвним зрнцима. Ту, је први пут, Рос успео да види малог паразита маларије под микроскопом. „Једно поподне у новембру Менсон је био импресиониран овим хтењима, његовог способног ученика и изложио му своју идеју да плазмодијум маларије преносе комарци“.
„Иако се Рос не би сложио, медицински историчари данас су категорични да му Нобелове награде за откриће вектора маларије не би била додељена без помоћи Менсона. Кад год су надређени „ометали“ Роса, ту је био Менсон да му помогне. Стално је долазило до размене идеја између два човека, прво у директним контактима а затим у писмима. Менсон му је стално предлагао нове приступе и подстрекивао је Роса када је он постајо депресиван.“
Али, како се добија и преноси маларија са болесних на здраве људе, Рос је желео и требало је да докаже то у својим истраживањима. Када се вратио у Индију свој даљи рад посветио је тражењу веза између комараца и маларије и и у том циљу спровео је читав низ експеримената како би доказао ову теорију.
Овога пута Рос је успео да у желуцу комарца из рода анофелеса, који се хранио крвљу болесника оболелог од маларије, пронађе пигментисане ћелије плазмодија а касније и његове сексуалне форме. Тиме је недвосмислено доказао да је анаофелес преносилац узрочника маларије. Године 1898, Рос је доказао присуство спорозоита у пљувачној жлезди анофелеса и приказао компликован циклус развоја узрочника маларије.
Росово откриће да комарци преносе маларију, отворило је сасвим нове путеве за уништавање комараца на научној основи. Сам Рос написао је упутство о примени ларвицида који су први пут успешно примењени 1899. у Сијера Леонеу, Лагосу на Златној обали и у Исмаилији.
Рос се бавио и математиком, па је тако 1916, покушао да примени математичке формуле у прогнози епидемија. Он је пронашао и нови систем стенографије.